# Ochrotrichia brodzinskyi
Ochrotrichia brodzinskyi is een fossiele soort schietmot uit de familie Hydroptilidae.